# Lucius Herennius Saturninus
Lucius Herennius Saturninus est un sénateur romain du Ier siècle, consul suffect en 100 et gouverneur impérial de Mésie supérieure entre 103 et 107 sous Trajan.

## Biographie
En 100, il est consul suffect,.
Il est gouverneur (légat d'Auguste propréteur) de Mésie supérieure entre 103 et 107. Il remplace Quintus Sosius Senecio après la première campagne dacique, entre les deux guerres puis pendant toute la durée de la deuxième campagne dacique,.